# Giovanni Maria Salvioni
Giovanni Maria Enrico Salvioni (Roma, 2 febbraio 1676 – Roma, 22 novembre 1755) è stato un tipografo italiano, stampatore vaticano dal 1717 alla morte.

## Biografia

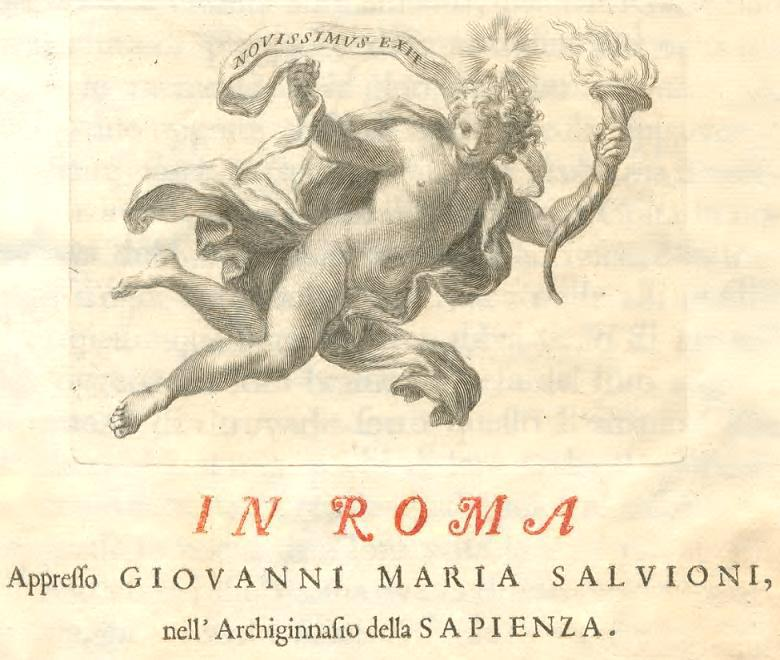
Marca tipografica di Giovanni Maria Salvioni

Figlio di Giovan Michele e Pelagia Reali, in un primo momento lavorò nella bottega metallurgica del padre. Poco tempo dopo la morte di quest'ultimo, avvenuta nel 1704, Giovanni Maria decise di dar sfogo alla sua passione per i libri e dedicarsi all'arte della tipografia, aprendo una propria attività nei pressi di Campo de' Fiori. Essendo entrato nelle grazie di papa Clemente XI, al quale aveva regalato una copia della Vita di San Francesco di Bonaventura da Bagnoregio da lui stampata nel 1711, gli fu data in gestione la Stamperia Vaticana (1715), istituita nel 1591 presso l'Archiginnasio della Sapienza.
Lo stesso Salvioni, nominato ufficialmente "stampatore vaticano" nel 1717 (cosa che lo fece entrare di diritto nella famiglia pontificia), fu destinatario di diversi documenti pontifici che, oltre a fornirgli una cospicua rendita, lo esentavano dalle dipendenze nei confronti dell'Università degli Stampatori. Tali privilegi furono rinnovati anche dai successori di Clemente XI (in particolare Benedetto XIII) ed estesi ai suoi figli.
Notevole la marca tipografica del Salvioni, costituita da una figura giovanile presumibilmente allegorica che regge un nastro con la scritta in latino «Novissimus exit», a sua volta ispirata ad un passo delle Metamorfosi di Ovidio.
Si sposò intorno al 1702 con Anna Maria Vignati, con cui ebbe diversi figli, dei quali sei sopravvissero fino all'età matura: Rosalba Maria (pittrice dotata, allieva di Sebastiano Conca, che lavorò anche nella tipografia paterna); Pelagia (pittrice non mediocre anche lei; si fece monaca e visse nel monastero adiacente alla chiesa di Santa Maria Annunziata delle Turchine a Roma); Cunegonda Geltrude; Gioacchino; Giovanni Giuseppe e Ildegarda (che diresse per alcuni anni la Stamperia paterna). Strinse rapporti di amicizia e collaborazione con importanti personaggi della Roma settecentesca, oltre a pontefici, cardinali e altri prelati. Tra questi, Giovanni Maria Lancisi, medico personale di papa Clemente XI; l'archeologo Francesco de' Ficoroni; Gian Domenico Campiglia, artista e incisore, che fu chiamato dal Salvioni ad illustrare una delle opere più celebri uscite dai suoi torchi, Metallotheca; Johann Jakob Frey "il Vecchio" (artista e incisore); Maximilian Limpach (artista e incisore); l'architetto e artista Filippo Juvarra; i noti incisori Carlo Gregori e Giovanni Girolamo Frezza. Alla sua morte, avvenuta a Roma il 22 novembre 1755, le sorti della Stamperia Vaticana passarono in mano ai due figli Gioacchino e Giovanni Giuseppe.
Dai torchi della Stamperia Vaticana, nel momento in cui essa fu ereditata da Gioacchino e Giovanni Giuseppe, erano stati pubblicati poco meno di 500 titoli. 
Dopo la gestione dei fratelli Salvioni (morti entrambi tra il 1767 ed il 1769) e della loro sorella Ildegarda (1723-1787), la figlia di Giovanni Giuseppe, Anna Maria, si sposò con il facoltoso Luigi Perego, che avviò la terza generazione della Tipografia Salvioni (ora Perego-Salvioni) e che durerà almeno fino al 1888.